# طيطوي المستنقع
طيطوي المستنقع (الاسم العلمي: Tringa stagnatilis) هو طائر ينتمي إلى طيطوي وشنقب (فصيلة: Scolopacidae). 

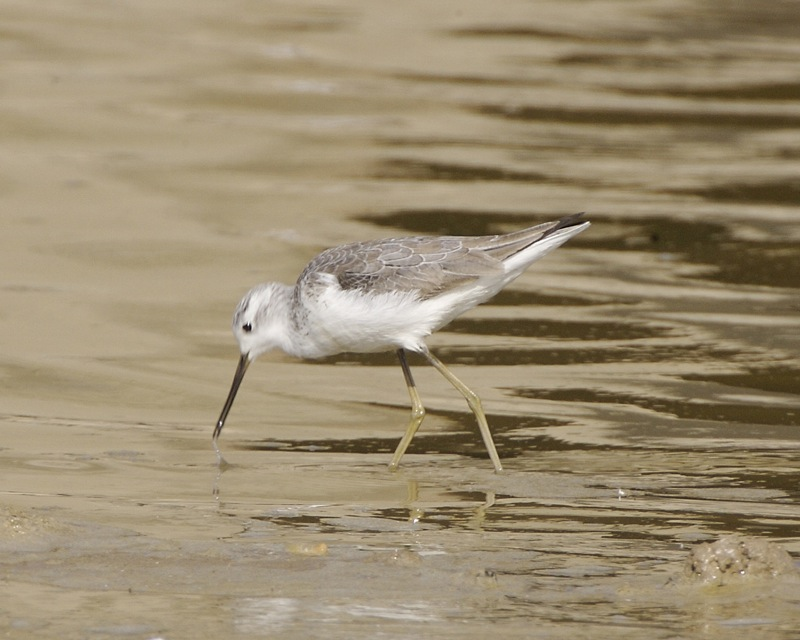
طائر طيطوي المستنقع بواحة الفيوم المصرية

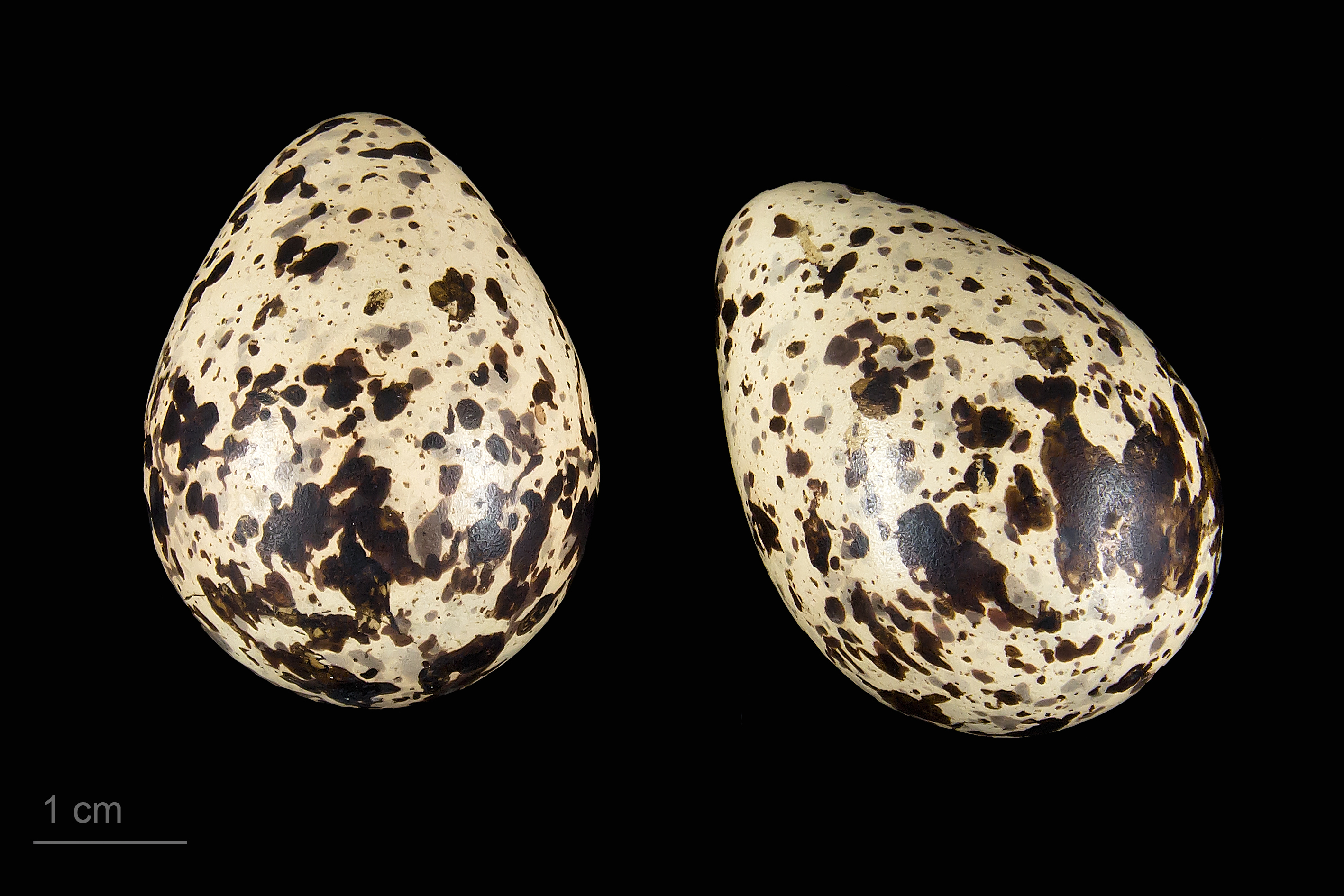
Tringa stagnatilis